# Myrcia rupicola
Myrcia rupicola är en myrtenväxtart som beskrevs av Carlos Maria Diego Enrique Legrand. Myrcia rupicola ingår i släktet Myrcia och familjen myrtenväxter. Inga underarter finns listade i Catalogue of Life.